# Běžník mokřadní
Běžník mokřadní (Xysticus ulmi) je druh pavouka z čeledi běžníkovitých (Thomisidae). Vyskytuje se v celé palearktické oblasti – v Evropě a přilehlých částech Asie. Patří mezi pavouky preferující vlhké biotopy, například mokřady, rašeliniště či okraje vodních ploch.

## Popis
Běžník mokřadní (Xysticus ulmi) je středně velký pavouk. Samci dorůstají délky 3–4 mm, samice mohou měřit 5–8 mm. Tělo je relativně zavalitého tvaru s krátkým, širokým prosoma a oválným zadečkem (opisthosoma). Zbarvení je převážně světle hnědé až béžové, s tmavšími pruhy nebo skvrnami na zadečku. Na hlavohruď často navazuje světlejší pruh ve tvaru písmene „V“. Samci mívají kontrastnější zbarvení a menší velikost. Určení tohoto druhu vyžaduje mikroskopické prohlédnutí kopulačních orgánů (epigynum u samic, bulbus u samců).

## Rozšíření a biotop
Xysticus ulmi se vyskytuje od Evropy přes severní Afriku až po část Asie (východně zasahuje až do oblasti Amuru a severovýchodní Číny). V České republice byl opakovaně zaznamenán na vlhkých lokalitách včetně mokřadů, rašelinišť či břehů vodních toků a rybníků. Nachází se v nízkých i středních polohách; podle lokálních podmínek může vystupovat i do vyšších nadmořských výšek.

## Ekologie a chování
Tento druh je sedavý predátor, který číhá na kořist (drobný hmyz, např. dvoukřídlé) v nízké vegetaci. Loví stylem přepadení: jakmile se kořist ocitne v dosahu, pavouk ji uchopí předními páry končetin. Aktivita dospělců vrcholí v jarních a letních měsících, přibližně od května do července. Samice po spáření vytvářejí kokon s vajíčky, který střeží v úkrytu (např. pod listy) až do vylíhnutí mláďat.

## Fylogeneze a přizpůsobení
Rod Xysticus vykazuje morfologické i etologické adaptace pro život v různých typech vegetace. U X. ulmi se vyvinula preference pro vlhké prostředí, což jej odlišuje od sušších biotopových druhů, jako je běžník kopretinový (Xysticus floricola) apod.

## Ohrožení a ochrana
V rámci střední Evropy není tento druh považován za ohrožený. Nicméně citlivost na mizení mokřadů a narušování vlhkých stanovišť (např. melioracemi) může do budoucna populaci ovlivnit. Plánování ochrany mokřadních ekosystémů tak přispívá i k zachování diverzity tohoto druhu.